# 33270 Katiecrysup
33270 Katiecrysup è un asteroide della fascia principale. Scoperto nel 1998, presenta un'orbita caratterizzata da un semiasse maggiore pari a 3,0821091 au e da un'eccentricità di 0,1377127, inclinata di 3,21791° rispetto all'eclittica.